# Real Federación Española de Deportes de Hielo
La Real Federación Española de Deportes de Hielo (RFEDH), originalmente fundada como Federación Española de Deportes de Hielo, es una entidad integrada por las federaciones autonómicas de deportes de hielo, clubes deportivos, deportistas, jueces, árbitros, delegados técnicos y entrenadores de España que se dedican a los deportes de su competencia agrupados en esta federación. Actualmente, el presidente de la federación es Frank González.
El 27 de julio de 2017, el rey Felipe VI le concedió a la federación el título de real, pasando a denominarse oficialmente «Real Federación Española de Deportes de Hielo».

## Competencias
La federación ostenta la representación de España en las actividades y competiciones deportivas oficiales de carácter internacional celebradas dentro y fuera del territorio español. Es competencia de la federación la elección de los deportistas que han de integrar las selecciones o equipos nacionales, en calidad de representación exclusiva del Estado español ante las federaciones internacionales a las que pertenece como miembro.

## Competiciones
La RFEDH organiza las siguientes competiciones:
| - Liga Nacional de Hockey Hielo - Copa del Rey de Hockey Hielo - Liga Nacional de Hockey Hielo Femenina - Copa de la Reina de Hockey Hielo | - Campeonato de España de curling masculino - Campeonato de España de curling femenino |

## Especialidades deportivas
| - Bobsleigh - Curling - Hockey sobre hielo - Luge |  | - Patinaje artístico - Patinaje de velocidad - Patinaje de velocidad en pista corta - Skeleton |

La federación se encarga de calificar y organizar las actividades y competiciones deportivas oficiales de ámbito estatal de estas especialidades, así como los planes de preparación de los deportistas de alto nivel en sus respectivas especialidades deportivas. También es responsabilidad de la federación organizar o tutelar las competiciones oficiales de carácter internacional de dichas especialidades que se celebren en el territorio del Estado.

## Afiliaciones
La federación forma parte, como miembro afiliado, de las siguientes federaciones internacionales; éstas son los organismos mundiales dedicados a regular las normas de los deportes de hielo a nivel competitivo, así como de celebrar periódicamente competiciones y eventos internacionales en cada uno de sus deportes y en cada una de sus disciplinas.
| - / Federación Internacional de Bobsleigh y Skeleton (FIBT) - Federación Mundial de Curling (WCF) - Federación Internacional de Hockey sobre Hielo (IIHF) |  | - Federación Internacional de Luge (FIL) - / Unión Internacional de Patinaje sobre Hielo (ISU) |

También está inscrita en el Comité Olímpico Español, en calidad de federación con especialidades deportivas olímpicas.

## Selecciones nacionales
La federación tiene selección nacional en varias disciplinas deportivas.